# Air Products and Chemicals
Air Products and Chemicals — американская химическая компания, производитель технических газов. Штаб-квартира компании расположена в Аллентауне, штат Пенсильвания.
В списке крупнейших публичных компаний мира Forbes Global 2000 за 2022 год Air Products & Chemicals заняла 550-е место. В списке крупнейших компаний США Fortune 500 заняла 350-е место.

## История
Компания была основана в 1940 году Леонардом Паркером Пулом (Leonard Parker Pool), разработавшим недорогую установку для получения кислорода из воздуха. В годы Второй мировой войны в США спрос на кислород значительно вырос, что способствовало развитию компании, однако с окончанием войны находить клиентов стало значительно сложней. Первым крупным заказчиком в послевоенные годы стала сталелитейная компания ISG Weirton Steel, для которой был изготовлен генератор кислорода сто раз более производительный, чем существовавшие до тех пор. Новый импульс для развития компания получила после запуска советского «Спутника-1», американские учёные рещили, что для его запуска использовалось водородное топливо, и компания получила крупный военный заказ на установки по производству жидкого водорода; новые заводы компании имели кодовые названия, такие как «Медвежёнок», «Проект Ровер», «Компания удобрений Апис». Заказчикам установок по производству кислорода стали такие корпорации, как Ford и U.S. Steel, за 1960-е годы выручка компании выросла в 5 раз, чистая прибыль — в 6 раз. Деятельность была расширена в фтористые газы (хладагенты), криогенику, оборудование для сварки и анестезии. В 1980 году компания приняла участие в федеральном проекте по разработке нового вида горючего из угля, однако проект завершился безрезультатно. С 1970-х годов стабильными источниками дохода для компании был контракты на поставку сжиженного водорода для программы «Спейс шаттл» и для пищевой промышленности для гидрогенизации растительных жиров (получения маргарина). Со второй половины 1980-х годов начало развиваться новое направление деятельности, экологичная энергетика — производство электроэнергии из бытовых отходов и переработку шин; также значительные средства инвестировались в расширение деятельности в Европу и Азию, покупку других химических компаний.
В 2007 году за 370 млн евро был куплен польский производитель технических газов BOC Gazy.
В 2010-х годах компания заключила контракты на строительство двух заводов по производству кислорода для газификации угля в Китае (на 12 тыс. и 10 тыс. тонн кислорода в сутки), заводов технических газов в Саудовской Аравии (совместно с Saudi Aramco) и Индии.

## Деятельность
Основные подразделения по состоянию на 2021 год:
- Технические газы — атмосферные (азот, кислород, аргон) и производные газы (водород, гелий, углекислый газ, угарный газ, сингаз); выручка 9,53 млрд долларов.
- Оборудование — разработка и изготовление оборудования для производства технических газов, сжиженного природного газа, ёмкостей для хранения и транспортировки сжиженного водорода и других газов; выручка 790 млн долларов.

Компания ведёт деятельность в США и ещё 53 странах, таких как Канада, Нидерланды, Испания, Великобритания, Китай, Республика Корея, Тайвань, Бразилия, Чили, Саудовская Аравия.
Из выручки 10,32 млрд долларов в 2021 году на Америку пришлось 4,17 млрд, на Европу, Ближний Восток и Африку — 2,44 млрд, на Азию — 2,92 млрд.